# Tercet
En poésie, un tercet est une strophe de trois vers. Par exemple, dans un sonnet, on trouve deux tercets précédés de deux quatrains.

## Origine
Le nom tercet est un emprunt à l'italien terzetto, lui-même dérivé de nombre trois, et son existence est attestée en 1606 sous la forme tiercet, mot qui persiste jusqu’à la fin du XVIIe siècle comme le prouve le vers 802 des Femmes Savantes de Molière en 1672 : 

« Enfin les quatrains sont admirables tous deux
 Venons-en promptement aux tiercets… »

La forme actuelle « tercet » est repérée à partir de 1658 et désigne une strophe de trois vers, essentiellement utilisée dans le sonnet.

## Usage
Dante invente le tercet dans sa Divine Comédie en 1307 en instituant la terza rima qui prolonge le système de rime de tercet en tercet sur le modèle aba/bcb/cdc… en achevant la cascade par un vers isolé final. Cette structure est également connue en Espagne sous le terme de tercet enchaîné (terceto encadenato).
Cette strophe impaire sera exploitée en tant que telle par Pétrarque qui en fera également une des composantes du sonnet.
Une combinaison des rimes concernant les deux tercets s'intitule et ouvre la voie à des dispositions diverses structurant de fait un distique avec une rime suivie et un quatrain aux rimes croisées ou embrassées (ccd/ede ou ccd/eed).
Cette technique est utilisée en France aux XVe et XVIe siècles (dans la villanelle par exemple : 19 vers sur 2 rimes avec 5 tercets et un quatrain final, système aba/aba/…abaa) mais tombe assez vite en désuétude et les poètes majeurs comme du Bellay et Ronsard ne l'utiliseront qu'en association avec des quatrains dans le sonnet.
Le tercet est repris par exception par la suite : on repère son emploi au XIXe siècle par Vigny (dans le poème d'ouverture des Destinées), par Gautier ou Leconte de Lisle avant Paul Valéry au siècle suivant dans son poème La fileuse.
Aujourd'hui le tercet réapparaît avec l'adaptation du haïku japonais qui est un poème réduit à un seul tercet codifié (5/7/5 syllabes). La poétesse américaine Linda Gregerson s'est approprié cette technique pendant une vingtaine d'années.

## Problème
Son statut de strophe lui est parfois contesté en raison de son défaut d'autonomie quant aux rimes puisqu'il est soit monorime, soit déséquilibré par une rime orpheline. Certains théoriciens préfèrent alors parler de « groupement de vers », typographiquement repérable, en signalant que la mise en page qui isole le tercet n'est pas toujours respectée même si, dans l'habitude française, elle est commune.